# Vladimir Artemjev
Vladimir Andrejevitsj Artemjev (Russisch: Владимир Андреевич Артемьев) (Sint-Petersburg, 6 juli [O.S. 24 juni] 1885 – Moskou, 11 september 1962) was een Sovjet-Russisch raketingenieur. Hij was een van de ontwerpers van de Katjoesja.
Onder zijn leiding werd de eerste raket met trotylaandrijving (Trotyl-Pyroxyline) gelanceerd in 1928.

## Eerbetoon
- De orde van de rode vlag van de arbeid
- De orde van de rode ster
- De Stalinprijs (2x)
- De krater Artem'ev op de maan is naar hem genoemd.